# Youngblood
Youngblood è un gruppo di supereroi creati dall'autore statunitense Rob Liefeld a fine anni ottanta e fanno la sua prima apparizione sulla serie indipendente Megaton nel 1987. In seguito vengono ripresi da Rob per essere protagonisti della prima serie regolare della Image Comics nel 1992. Il titolo della pubblicazione è Youngblood e il primo numero risulta essere l'albo più venduto (fino ad allora) da un editore indipendente, segnando l'inizio di una nuova epoca nella storia dei fumetti.
Come in gran parte dei supergruppi Image, gli Youngblood non si uniscono di propria volontà ma sono creati e manipolati da organizzazioni private o pubbliche (in questo caso il Governo degli Stati Uniti d'America). Liefield parte dall'idea che se i supereroi esistessero realmente sarebbero trattati come stelle del cinema o astronauti e avrebbero quindi un'immagine pubblica da sostenere. L'idea del fumetto si fonda su questo principio ma deve il suo successo e impulso ai disegni di Liefeld, tempestati da figure ipertrofiche e da scene di battaglia a due pagine. Nella loro prima avventura combattono un dittatore iracheno dal nome Hassam Kussein (chiaro richiamo a Saddam Hussein) contestualizzando le loro avventure nel periodo storico dell'epoca (cioè i primi anni novanta).

## Personaggi
Molti dei personaggi del team richiamano chiaramente alcuni dei supereroi della Marvel Comics e della DC Comics: Liefeld infatti aveva lavorato un anno prima per la Marvel su X-Force e stava per sbarcare alla DC per Teen Titans; difatti l'autore ha dichiarato che alcune idee che non poté sfruttare sui Titans le utilizzò per Youngblood.
Alcuni dei componenti principali del team sono:
- Shaft alias Jeff Terrel, ex agente dell'F.B.I. e arciere infallibile. Il personaggio è modellato su Speedy della DC Comics, e in parte su Shatterstar, personaggio ideato da Liefeld stesso per la Marvel.
- Badrock, alias Thomas John McCall, un adolescente trasformato in un blocco di pietra viva, ispirato chiaramente alla Cosa.
- Vogue alias Nikola Voganova, ex modella russa. Concepita come design alternativo per Harley Quinn, ha molto in comune anche con Domino, altra creatura di Liefeld, e con la Vedova Nera
- Cougar alias Daniel Tsuchida, un ibrido uomo-gatto con pelliccia, artigli e supersensi, versione maschile della mutante Feral della Marvel Comics.
- Sentinel, a.k.a. Marcus Langston, supereroe in armatura cibernetica, somigliante a Iron Man e War Machine
- Knightsabre, copia di Gambit degli X-Men.
- Photon, un alieno con la testa in fiamme in grando di lanciare scariche di plasma, ispirato ai Tamaraniani come Starfire, aliena DC dei Teen Titans
- Die Hard, supersoldato cibernetico, costruito sui tessuti di un celebre supereroe della seconda guerra mondiale, al pari di Capitan America.
- Chapel alias Bruce Stinson, assassino del governo. Pur non usando spade, ricorda il mercenario DC Deathstroke.